# Lerista ips
Lerista ips este o specie de șopârle din genul Lerista, familia Scincidae, descrisă de Storr 1980. Conform Catalogue of Life specia Lerista ips nu are subspecii cunoscute.